# 478 (numero)
Quattrocentosettantotto (478) è il numero naturale dopo il 477 e prima del 479.

## Proprietà matematiche
- È un numero pari.
- È un numero composto, coi seguenti divisori: 1, 2, 239. Poiché la somma dei divisori è 242 < 478, è un numero difettivo.
- È un numero semiprimo.
- È un numero felice.
- È parte della terna pitagorica (478, 57120, 57122).
- È un numero congruente.

## Astronomia
- 478 Tergeste è un asteroide della fascia principale del sistema solare.
- NGC 478 è una galassia spirale della costellazione della Balena.

## Astronautica
- Cosmos 478 è un satellite artificiale russo.